# Jerusalema (singolo)
Jerusalema è un singolo del produttore discografico sudafricano Master KG, pubblicato il 29 novembre 2019 come primo estratto dal secondo album in studio omonimo.

## Descrizione
Il brano, cantato in lingua venda e realizzato con la partecipazione della cantante sudafricana Nomcebo Zikode, è diventato popolare nell'estate 2020 grazie a una challenge sul social TikTok.

## Riconoscimenti
Nell'ambito dei NRJ Music Award 2020 ha trionfato come miglior canzone internazionale. Agli MTV Africa Music Award 2021, invece, è stata candidata come canzone dell'anno e miglior collaborazione.

## Video musicale
Il video musicale è stato reso disponibile attraverso YouTube il 13 dicembre 2019.

## Tracce
Testi e musiche di Kgaogelo Moagi e Nomcebo Nkwanyana.
1. Jerusalema (feat. Nomcebo Zikode) – 5:43

## Successo commerciale
In Italia il brano è stato il 47º più trasmesso dalle radio nel 2020. In Svizzera Jerusalema ha mantenuto il primo posto della Schweizer Hitparade per ventuno settimane non consecutive tra settembre 2020 e febbraio 2021, eguagliando 079 dei Lo & Leduc nel record di singolo con più settimane al numero uno.

## Remix
Il 19 giugno 2020 è stata pubblicata una versione remix del brano, che vede la partecipazione del cantante nigeriano Burna Boy.

### Tracce
1. Jerusalema (feat. Burna Boy & Nomcebo Zikode) (Remix) – 5:28
2. Jerusalema (feat. Burna Boy & Nomcebo Zikode) (Remix) (Radio Edit) – 3:54
3. Jerusalema (feat. Nomcebo Zikode) (Edit) – 3:08

## Classifiche

### Classifiche settimanali
| Classifica (2020-21)  | Posizione massima |
| --------------------- | ----------------- |
| Austria               | 2                 |
| Belgio (Fiandre)      | 1                 |
| Belgio (Vallonia)     | 1                 |
| Bulgaria              | 5                 |
| Croazia               | 3                 |
| El Salvador           | 9                 |
| Francia               | 2                 |
| Germania              | 3                 |
| Grecia                | 98                |
| Irlanda               | 4                 |
| Italia                | 2                 |
| Paesi Bassi           | 2                 |
| Portogallo            | 15                |
| Regno Unito           | 55                |
| Repubblica Dominicana | 34                |
| Romania               | 1                 |
| Slovacchia            | 46                |
| Spagna                | 10                |
| Svezia                | 3                 |
| Svizzera              | 1                 |

### Classifiche di fine anno
| Classifica (2020) | Posizione |
| ----------------- | --------- |
| Austria           | 46        |
| Belgio (Fiandre)  | 11        |
| Belgio (Vallonia) | 5         |
| Francia           | 16        |
| Germania          | 49        |
| Italia            | 11        |
| Paesi Bassi       | 28        |
| Portogallo        | 43        |
| Romania           | 45        |
| Spagna            | 74        |
| Svizzera          | 7         |
| Classifica (2021) | Posizione |
| Austria           | 32        |
| Belgio (Fiandre)  | 55        |
| Croazia           | 13        |
| Francia           | 37        |
| Germania          | 34        |
| Portogallo        | 97        |
| Svezia            | 17        |
| Svizzera          | 2         |
| Classifica (2022) | Posizione |
| Francia           | 167       |